# Steyerberg
Steyerberg är en kommun och ort i Landkreis Nienburg/Weser i förbundslandet Niedersachsen i Tyskland.